# Schönau am Königssee

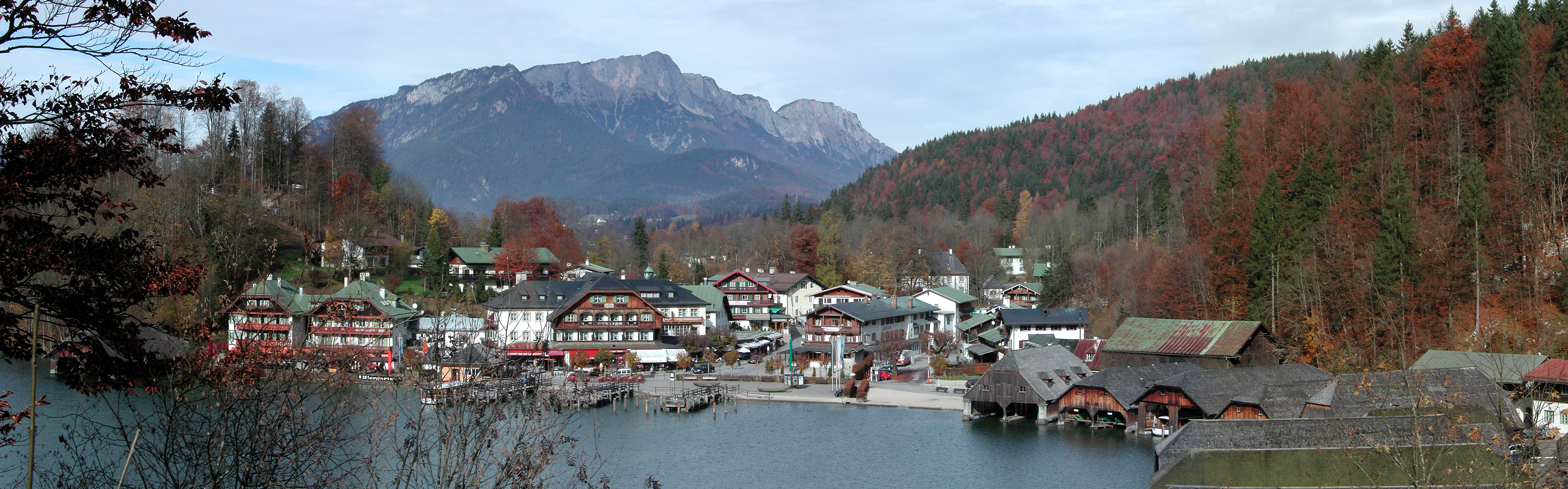
Zicht op Schönau am Königssee

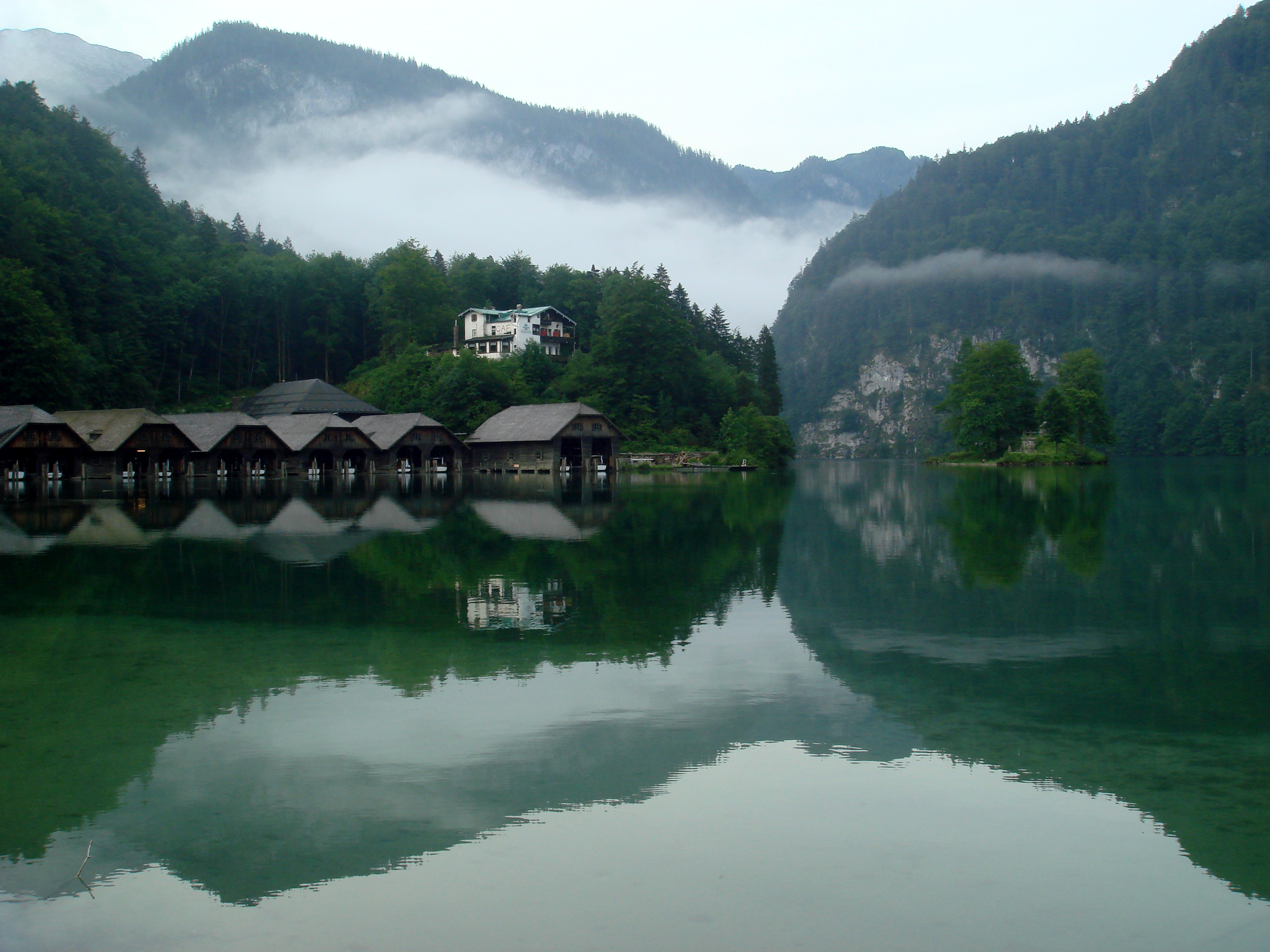
Zicht op de Königssee vanuit de haven van Schönau am Königssee

Schönau am Königssee is een plaats in de Duitse deelstaat Beieren en maakt deel uit van het Landkreis Berchtesgadener Land.
Schönau am Königssee telt 5.596 inwoners.
Ainring ·
Anger ·
Bad Reichenhall ·
Bayerisch Gmain ·
Berchtesgaden ·
Bischofswiesen ·
Freilassing ·
Laufen ·
Marktschellenberg ·
Piding ·
Ramsau b.Berchtesgaden ·
Saaldorf-Surheim ·
Schneizlreuth ·
Schönau a.Königssee ·
Teisendorf